# Zalányi Béla
tordai Zalányi Béla (Szászváros, 1887. június 26. – Budapest, 1970. október 9.) geológus, paleontológus, tanár, a föld- és ásványtani tudományok kandidátusa (1952).

## Életpályája
Szülei Zalányi László és Gönczy Anna voltak. 1905-ben Kolozsváron beiratkozott a tudományegyetemre. 1906–1910 között Budapesten folytatta tanulmányait; itt szerzett természetrajz-földrajz szakon tanári diplomát.
1911–1951 között budapesti középiskolai tanárként is dolgozott. 1911–1947 között az Eötvös József Gimnáziumban oktatott. 1912-ben került a Magyar Királyi Földtani Intézethez; ekkor kezdte meg őslénytani kutatásait. 1913-ban doktori szigorlatot tett földtanból és őslénytanból. 1919-ben a Földtani Intézetből távoznia kellett, de később még többször dolgozott az intézetben.
1930–1940 között részt vett Budapest Oktatófilm Bizottságának munkájában.
1946–1950 között a II. kerületi Dolgozók Gimnáziumában tanított. 1947-ben nyugdíjba vonult.
1951-től a Földtani Intézet tudományos kutatója volt.
Temetése a Farkasréti temetőben történt (20/2-1-436).

### Munkássága
Tudományos pályája kezdetén Lóczy Lajos támogatta. Az 1910-es években a múzeum fúrásmintáinak (fúrómagjainak) feldolgozását és törzskönyvezését végezte. 1912-ben őslénytani-rétegtani kutatásait a magyarországi miocén kagylósrákok (ostracodák) feldolgozásával kezdte, s egész életében csak ennek a különböző korbab élt állatcsoportnak a vizsgálatával (rendszertan, anatómiai felépítés, alkalmazkodóképesség, stb.) foglalkozott. Megbízták a hidrogeológiai gyűjtemény megszervezésére is. Az intézmény múzeumának anyagát Hunyad vármegyéből a bujturi miocén (1913), a gredistyei kréta (1915) és a berényi neogén faunával gyarapította. 1915–1918 között részt vett a balatonkenese-fűzfői vasútvonal munkájában. Az 1930-as években – külső munkatársként – a múzeum pannon kagylósrákjainak feldolgozását végezte. Az 1960-as évek végéig mikropaleontológiai vizsgálatokat végzett.

## Művei
- A magyarországi miocén ostracodák (A Magyar Királyi Földtani Intézet Évkönyve, XXL, 1912. 4., 75-134.)
- Morpho-systematische Studien über fossile Muschelkrebse (Geologica Hungarica. Series Palaeontologica 5. Budapest, 1929)
- Bioszociológiai összefüggések a nagyalföldi neogén medencében (A Magyar Királyi Földtani Intézet Évi Jelentése 1933-1935-ről. IV., 1940, 1621-1686.)
- A magyarországi neogén ostracodák. I. Tiszabereki neogén ostracoda faunájának leírása és rétegtani kiértékelése (Geologica Hungarica. Series Palaeontologica 21. Budapest, 1944)
- Ősélet- közösségtani kutatások az Alföld neogénjében (A Magyar Tudományos Akadémia Biológiai Osztályának Közleményei, I. 1952. 1., 63-111.)
- Tihanyi felső pannon ostracodák (A Magyar Állami Földtani Intézet Évkönyve, XLVIII., 1959. 1. 193-239.)
- Észak-Bakonyi apti Ostracoda faunák – Ostracoden-Faunen aus der Abstufe des Nördlichen Bakony-Gebirges (Budapest, 1959)
- Die Oberpermischen Ostracoden des Bükkgebirges (Sidó Mária-Zalányi Béla-Schréter Zoltán: Neue palaeontolo- gische Ergebnisse aus dem Oberpalaozoikum des Bükkgebirges. Budapest, 1974, 94-251.).

## Díjai
- Aranydiploma (1966)